# Balázs Mikó
Balázs Mikó (* 5. März 1980) ist ein ungarischer Poolbillardspieler.

## Karriere
Im März 2007 erreichte Balázs Mikó bei der Europameisterschaft das Viertelfinale im 14/1 endlos, schied dort jedoch gegen den Österreicher Martin Kempter aus. Drei Monate später kam er bei der 14/1-endlos-Weltmeisterschaft auf den 17. Platz. 2011 erreichte Mikó auf der Euro-Tour zweimal die Finalrunde, schied aber sowohl bei den Austria Open als auch bei den Treviso Open im Sechzehntelfinale aus. Bei den Italy Open 2012 kam er ins Viertelfinale und unterlag dort dem Niederländer Nick van den Berg mit 7:8. 2013 schied er bei den Austria Open sowie bei den Bosnia & Herzegovina Open im Sechzehntelfinale aus. Bei der Europameisterschaft 2014 kam Balázs im 9-Ball auf den 33. Platz.
Balazs nahm bislang viermal am World Cup of Pool teil. Dabei schied er 2006 und 2007 gemeinsam mit Vilmos Földes in der ersten Runde aus. 2012 und 2013 bildete er gemeinsam mit Gábor Solymosi das ungarische Team, das 2013, nach einem weiteren Erstrunden-Aus, das Viertelfinale erreichte. Dort folgte jedoch eine 1:9-Niederlage gegen die späteren Turniersieger Lee Van Corteza und Dennis Orcollo.
Balázs lebt in Tata.